# La guerra di Madso
La guerra di Madso (Madso's War), è un film tv del 2010, diretto da Walter Hill.

## Trama
Il giovane Madso si fa largo a Boston tra la criminalità irlandese, tra scontri tra bande e poliziotti corrotti.